# Karl Heinrich von Hoym
Karl Heinrich von Hoym (ur. 8 czerwca 1694, zm. 22 kwietnia 1736) – królewsko-polski i elektorsko-saski dyplomata i minister, saski polityk.
Jego starszym bratem był Adolf Magnus Hoym tajny radca i minister saski. W roku 1711 Karl Hoym i jego starsi bracia: Adolf, Carl Siegfried, Ludwig Gebhard uzyskali, dzięki zasługom Adolfa, od cesarza tytuł hrabiów Rzeszy.
Karl Heinrich von Hoym w roku 1713 wyruszył w Grand Tour po Europie. Od końca 1714 roku do 1717 przebywał w Paryżu by nawiązać kontakty z uczonymi.
Gdy saski poseł w Paryżu, Burkhard von Suhm zmarł w roku 1719, Hoym został (1720) wytypowany na jego następcę. Takie rozwiązanie zaproponował pierwszy minister saski Jakub Henryk Flemming. Hoym został podniesiony do rangi ambasadora Saksonii w 1725 roku. Uczyniono tak, by bardziej zaznaczyć saską obecność w Wersalu, gdzie ślub brali właśnie młody Ludwik XV i Maria Leszczyńska – córka wroga saskiego elektora. Podniesienie jego dyplomatycznej rangi przyniosło też większą gażę.
W 1727 otrzymał z rąk króla Augusta II Order Orła Białego. W 1728 został ministrem tzw. „Domestique-Department” („Departamentu Domeny Książęcej”), gdyż właśnie zmarł piastujący dotąd to stanowisko hrabia Christoph Heinrich von Watzdorf.
Pierwszy minister Saksonii w latach 1729 – 1733. Król August III Sas zdymisjonował go po objęciu tronu. Tak jak minister departamentu SZ François Joseph Wicardel de Fleury et de Beaufort, był zwolennikiem przyjaźni z Francją.
W 1723 został kawalerem Orderu Orła Białego.
W roku 1729 powołany na dyrektora Królewskiej Manufaktury Porcelany w Miśni. W roku 1733 uwięziony w twierdzy Königstein przez króla, w związku ze skandalem, zwanym Hoym-Lemaire, związanym z próbą sprzedaży nieznakowanej porcelany miśnieńskiej (wykonanej na zlecenie Hoyma). Zarzuty dotyczyły zdrady tajemnicy państwowej, którą objęte były technologiczne szczegóły produkcji porcelany w Królewskiej Manufakturze w Miśni. Drugi aktor tej afery, Rudolf Lemaire miał się zająć sprzedażą porcelany we Francji i Holandii, oferując ją jako wyroby dalekowschodnie. (por. Claus Boltz,"Hoym, Lemaire und Meißen”, Keramos 88 (April 1980), s. 3-101). W 1736 Hoym popełnił w twierdzy samobójstwo.